# Чебаклы (Большеуковский район)
Чеба́клы — село в Большеуковском районе Омской области России, административный центр Чебаклинского сельского поселения.

## География
Расположено на правом берегу реки Большой Аёв в 32 км к северо-востоку от села Большие Уки. Вблизи северной окраины села имеется мост через реку, по которому проходит автодорога Тюкалинск — Знаменское.

## История
Селение заведено в 1883 году как переселенческий посёлок в Аёвской волости Тарского округа Тобольской губернии переселенцами из Вятской, Пермской, Казанской губерний.
Название посёлок получил от того, что здесь было много рыбы чебаков. Позже становится центром Чебаклинского сельского общества.
В 1882 году по рассказам ссыльно-поселенца из Казанской губернии двинулись на вольные места в Рыбинскую волость Тарского округа 18 семей и сначала устроились по старожильским деревням Фирстовой, Чауниной и другим.
В следующие 2-3 года к этой первой группе присоединились ещё прибывшие в разное время Вятские выходцы, которые, идя по тракту, также присматривали себе место для поселения. Соединённая партия из 45 семей в 1885 году выбрала его между деревнями Чауниной и Фирстовой на казённо-оброчной статье, издавна бывшей в пользовании у старожил главным образом деревни Чауниной. Отсюда завязалась ссора, разросшаяся до взаимных побоищ, разорения первых изб, поставленных новосёлами, и до других бесчинств, ещё усилившихся благодаря страшной затяжке в отводе земли Казённой Палатой, а также недобросовестному отношению к делу землемеров, высланных наконец для отмежевания участка переселенцам, после настоятельных ходатайств переселенческого чиновника. Первый землемер только ещё больше раздул вражду. Понадобилось упорное и настойчивое раскрытие целого ряда злоупотреблений, пока наконец в 1888 году не произведено было размежевание и отвод земли. После этого ещё несколько семей приняты были уже новым обществом. Посёлок состоял из русских и чуваш, которых совсем не много. Из всего числа новосёлов 10 семей ушли совсем: 4 семьи в Россию, остальные неподалёку (в посёлок Уваровку). Ещё до сих пор сохранились отдалённые отголоски старой распри и Чаунинцы не могут спокойно слушать о своих слишком близких соседях.
Первое время по приезде прибывшие расселились по разным окрестным деревням, не имея ещё определённого места для постройки. Часть их стояла на постое в Уралах, часть в Баслах и в других соседних селениях Аёвской волости. «Мы разселены были, как жиды» — говорили они, рассказывая о своём житие-бытие. Затем приехал землемер и отвёл им усадебное место, строго определив грани пахотных, сенокосных и лесных угодий, и они сразу же обратились к своим прежним порядкам, прося землемера разделить их пашню на три поля. Предел они сразу же установили правильный с жеребьёвкой. Следовательно, здесь община вполне утвердилась сразу в том виде, как она была в Европейской России. При этом надо заметить, что влияние окружающей природы, а тем более старожилов, при образовании этой общины не имело места.
В 1885 году переселенцы окончательно переселились в выселок.
По сведениям, полученным в волости, надел отведён Чебаклинцам в 1887 году, по их словам в 1888 году.
В 1887 году у жителей выселка ещё не было пастухов благодаря тому, что новосёлы ещё не устроились окончательно.
Земля была разделена по числу душ, на которые был произведён отвод землемером в 1888 году. По качеству землю разделили на 3 полосы.
В 1888 году по распоряжению Управления Государственного Имущества в Западной Сибири в пользование поселенцам обмежёваны пахотные, сенокосные и лесные угодья в количестве 2880 десятин удобной земли.
В 1890 году образцы почвы, взятые около выселка показали, что наблюдалось однообразие почв. Верхний бурый слой почвы глубиной 3,5 вершка, серый слой в 2,5 вершка, подпочва красная глина. Местность около выселка нельзя было отнести к какому либо району, а можно сказать, что она составляла переход от лесного и земледельческого районов к той болотной местности, которая распределялась в соседней Рыбинской волости. Здесь местность была возвышенная, не видно было тех болот, которые крестьяне окрестили «займищами», и население занималось кроме хлебопашества ещё другими отхожими промыслами, как извозом и ямщиной, благодаря тому, что выселок стоял на проезжем тракте. Урожай составлял сам 4 на буром суглинке в 6,5 вершках. В выселке сеяли 6-7 пудовок на десятину.
Скот содержится в холодной постройке, сена хватало. В 1891 году была сибирская язва, пало 12 лошадей. Каждый год воруют лошади 4, благодаря положению посёлка на ходовом и этапном тракте. Всего в посёлке 146 лошадей и 125 коров, 1 безлошадный двор. В посёлке есть своя мелочная лавка. Покупки и продажи покрупнее делают в Рыбино. Скот покупали на месте приезжие торговцы.
В своём посёлке грамотные учили детей по 50 копеек в месяц с ребёнка, всего училось 5 человек. В выселке 36 человек нанимались в подённые работники. Эта солидная цифра, составляющая по отношению к общему числу домохозяев (73) около 50 % показывает на низкий уровень самостоятельности отдельных дворов. Да и не мудрено, ибо эта деревня недавно основалась и состояла исключительно из вольных переселенцев, преимущественно из Вятской губернии. В выселке имелось 72 дома и 68 домохозяев, лошадей 165, рогатого скота 177, овец 131, свиней 83.
На 27 июля 1893 году насчитывалось в посёлке 70 дворов, 195 душ мужского пола и 185 женского.
На 1893 год имелось 4972 десятины удобной земли в пользовании селения (65,4 десятины на двор), 76 крестьянских двора и 589 человек.
В июне 1895 года посёлок Чебаклы с рабочим визитом посетил губернатор Тобольской губернии Н. М. Богданович, который отметил: «Посёлок Чебаклы. Вятские переселенцы 1885 года, по-видимому хорошо устроились, благодаря хорошим наделам, выстроили сами небольшую часовню и свой собственный хлебозапасный магазин, в который засыпают и хлеб. Очень хлопочат о школе и это доброжелание их заслуживает выполнения в ближайшем будущем».
На 1895 год население занималось шерстобитным и пимокатным промыслом. Трудилось три семьи.
На 1897 год по переписи населения Российской Империи проживало 547 человек. Из них 541 человек был православным.
К началу 1900-х годов увеличивается поток ссыльных в Сибирь. В Чебаклах поселяются также несколько человек из числа ссыльных.
На 1903 год имелась часовня, хлебо-запасный магазин, 2 торговые лавки, 2 кузницы. Располагалась при речке Чебаклы на земском тракте.
Переселенцы в основном жили натуральным хозяйством. Земельные участки пахали косухой-пермянкой. Сеяли рожь, ячмень, овёс. Хлеба обычно хватало до Рождества. Скот продавали на месте приезжим торговцам. Крестьяне сами делали деревянную посуду, ткали холсты, занимались выделкой кож и сукна, шили обувь и одежду, изготавливали телеги, сани, конскую упряжь, вили верёвки из мочала и пеньки, плели корзины, сети и неводы. Занятия эти были довольно широко распространены и исходили не только из потребности, но и наклонности крестьянина обходиться собственными средствами, не прибегая к рынку. Но не каждый умел изготовить всё для своего потребления. Практиковался обмен изделиями и даже возникал свой малый рынок. В Чебаклах была мелочная лавка, но все основные покупки производились в селе Рыбино. Местные речки и озёра были богаты рыбой. Жители села ловили карасей, щук, чебаков.
На 1909 год имелась часовня, хлебо-запасный магазин, 2 торговые лавки, водяная мельница, маслодельня, кузница, пожарный сарай. Находилась при речке Аёв на почтовом тракте.
На 1912 год имелась часовня, частный сепаратор, 2 мелочные лавки.
На 1926 год имелся сельский совет, школа.
На 1991 год село являлось центром колхоза имени Тельмана.
История часовни
В деревне имелась часовня в честь Казанской иконы Божьей Матери.
В центре села у реки была построена деревянная часовня в честь Казанской иконы Божьей Матери. Часовня относилась к Авякскому православному приходу. Престольный праздник отмечали 22 октября и в Троицын день. Предполагалось строительство новой церкви в селе, которая с вновь заселившимися посёлками Большереченским и Михайловским могли бы образовать самостоятельный приход. В 1913 году прихожане обратились с ходатайством в Омскую епархию с предложением о создании нового прихода, однако начавшаяся в 1914 году первая мировая война нарушила эти планы.

## Инфраструктура
На 2011 год имелась школа, библиотека, сельская администрация, СПК «Искорка».
Улицы в селе: Заречная, Мира, Молодёжная, Набережная, Центральная.
В селе Чебаклы по состоянию на 2020 год имеются следующие объекты СоцКультБыта : Средняя общеобразовательная школа, детский сад, сельская библиотека, администрация сельского поселения, почтовое отделение, три магазина, котельная, ФАП ,Сельский Дом Культуры. 
Так же в селе Чебаклы ,в рамках программы переселения граждан из ветхого и аварийного жилья, были построены и введены в эксплуатацию несколько благоустроенных двухквартирных домов.

## Население
- 1890—353 человека (180 м — 173 ж);
- 1893—589 человек (318 м — 271 ж);
- 1897—547 человек (278 м — 269 ж);
- 1903—389 человек (193 м — 196 ж);
- 1909—515 человек (255 м — 260 ж);
- 1912—532 человека православных;
- 1926—645 человек (298 м — 347 ж);
- 2011—350 человек.

| 1926 | 2002 | 2010 | 2021 |
| ---- | ---- | ---- | ---- |
| 645  | ↗657 | ↘314 | ↘225 |